# Otium cum dignitate
La locuzione latina Otium cum dignitate significa tempo libero da poter dedicare, con tranquillità, alle proprie attività intellettuali (Cicerone De Oratore Libro I, 1-2).
Con questa espressione Cicerone cerca di autoconvincersi che questo trascorrere il tempo in attività amene sia l'ideale del civis romanus ritiratosi dalla vita pubblica. Anche in questa occasione il famoso oratore parla di sé stesso. Esautorato da ogni carica per opera di Giulio Cesare, definisce "otium" dignitoso il lavoro svolto, durante questa forzata inattività politica, per comporre le Tusculanae disputationes.